# 渔子溪
渔子溪，是中国长江流域的一条河流，汇入岷江上游，属于岷江水系。河长82千米，流域面积1736平方千米，年均流量63立方米每秒。自然落差2930米。水能理论蕴藏量32万千瓦。